# シュガーローフ (アーカンソー州クリバーン郡)

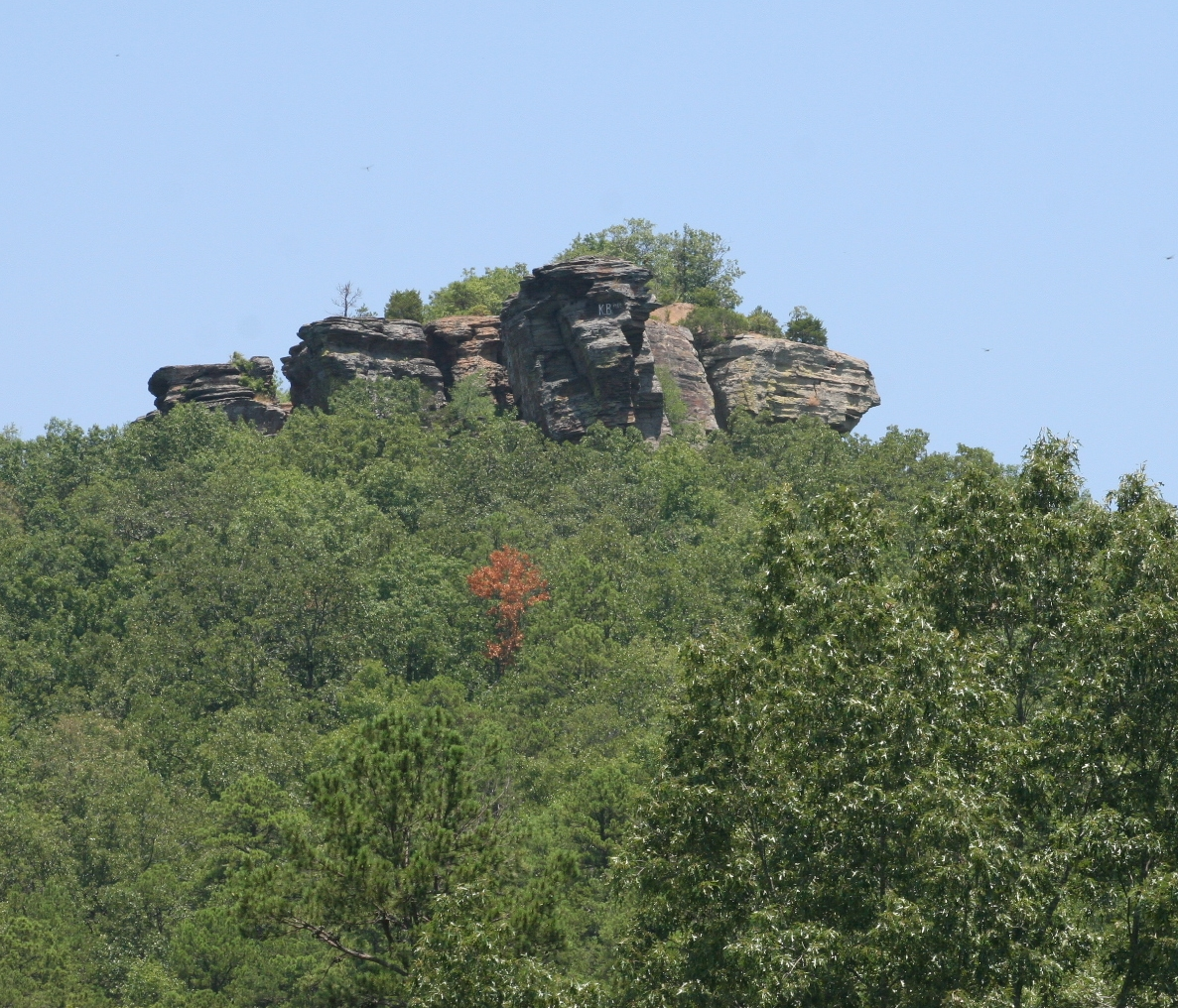
シュガーローフ

シュガーローフ(Sugarloaf)とは、アーカンソー州クリバーン郡ヒーバースプリングス市近郊に位置する岩山の名称である。複数の登山道が整備されており、休日は地元住民や学生で賑わう。
尚、英語圏の国々では主に山や丘の名前に同じ名称を用いることが多く、アーカンソー州内にもセバスチャン郡内に同様の名称の山が存在する。

## 概要

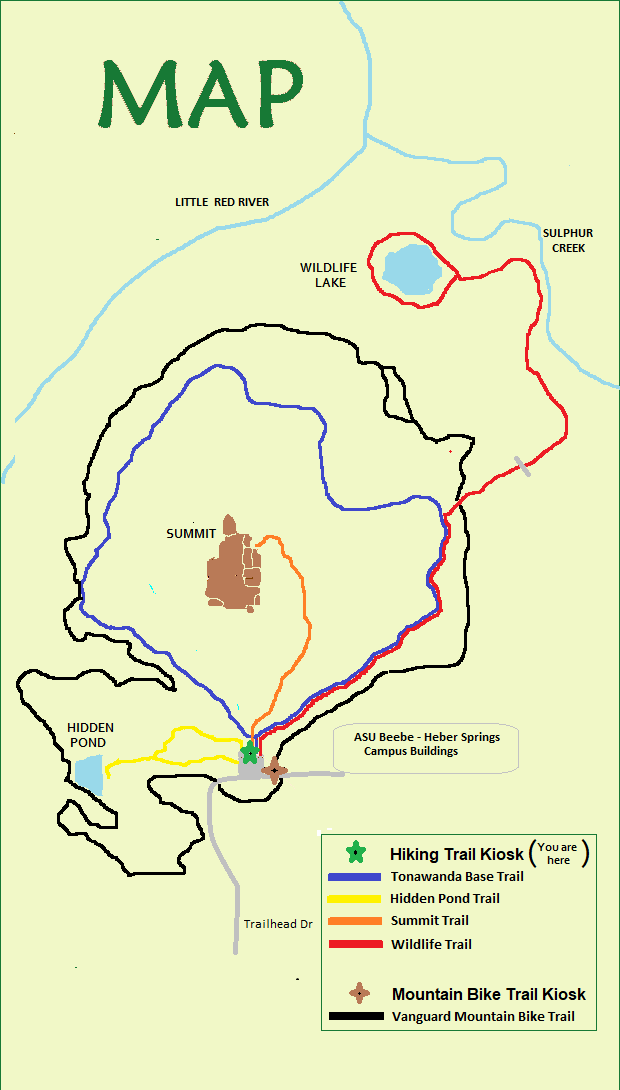
シュガーローフ周辺の登山道の地図

シュガーローフは標高約210mの小高い岩山で、駐車場から山頂まで最短の登山道を通ると約1kmとなっている。山の北側の麓にはアーカンソー州立大学ヒーバースプリング校があり、さらに北にはアーカンソー州道110号線が通っている。
登山道は山頂付近の岩場に差し掛かるあたりで途切れており、山頂にたどり着くには最後の数十メートルの岩場を登りきる必要がある。登山道から見えるところに大きな割れ目があり、多くの登山者はその割れ目を通って山頂にたどり着く。

山頂より南側にはリトルレッドリバーが、北側にはヒーバースプリングスの街とグリースフェリー湖が一望できる。

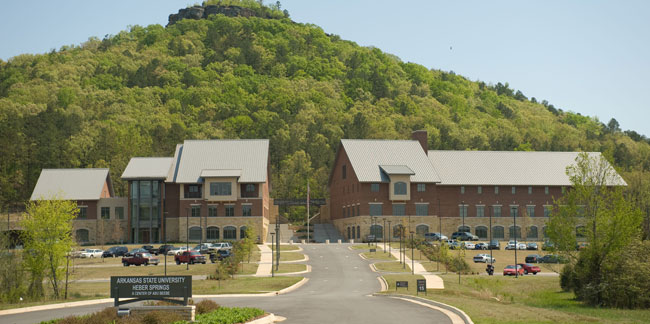
アーカンソー州立大学ヒーバースプリング校とシュガーローフ(背景)
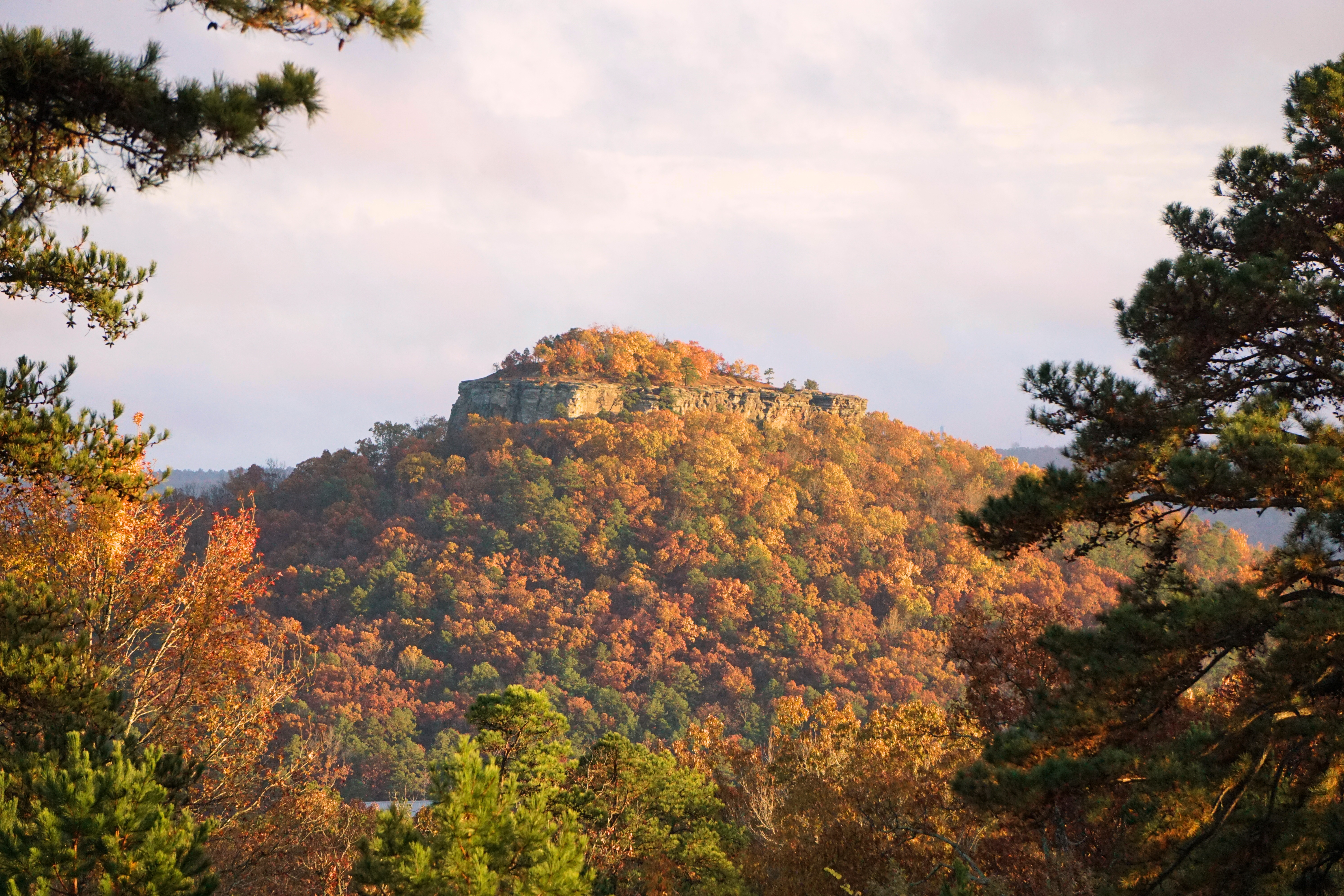
秋のシュガーローフ
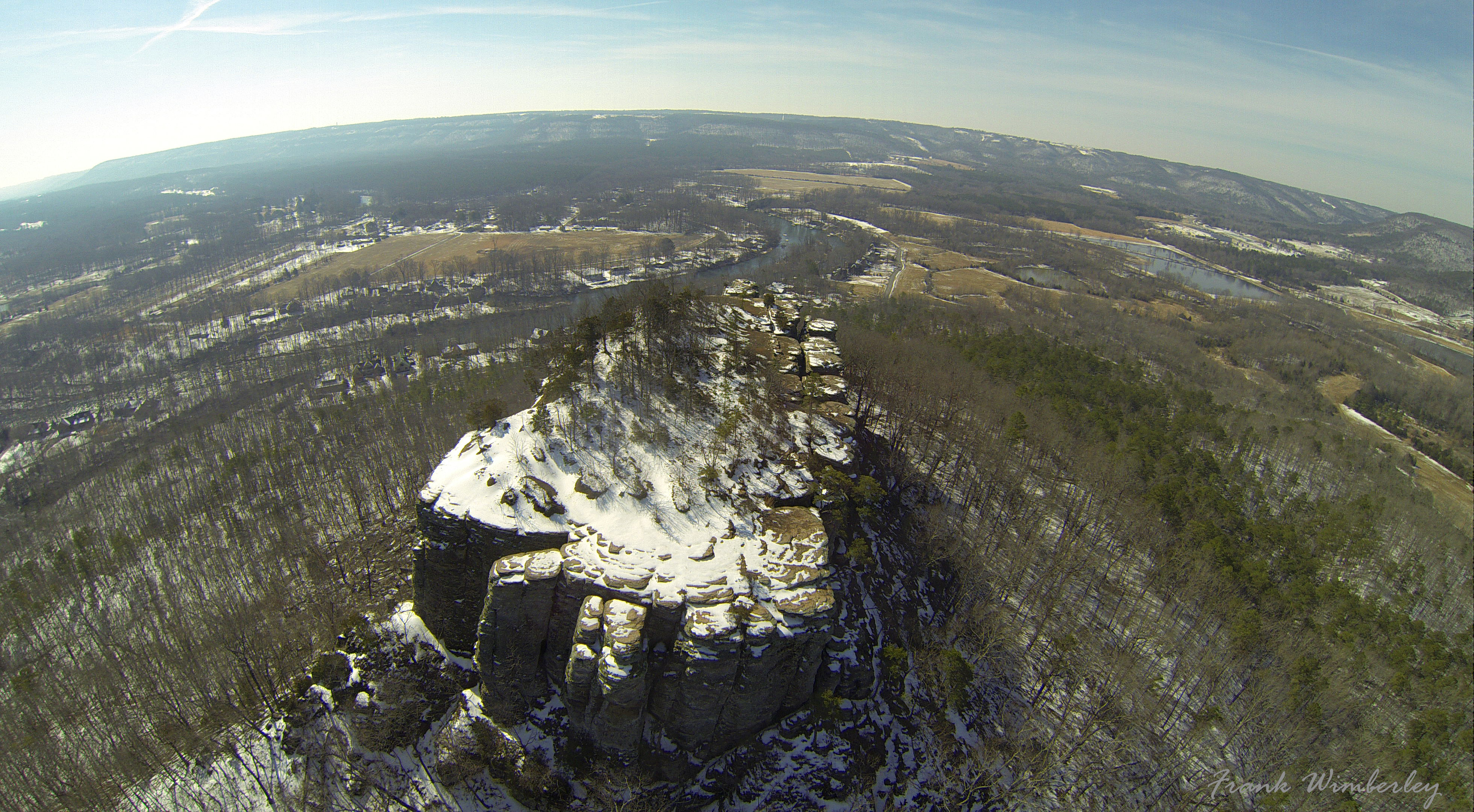
シュガーローフ山頂の様子(冬)

## 歴史
シュガーローフ近辺は古くはネイティブアメリカンのオセージ族が狩場として利用しており、当時シュガーローフは「トナワンダ」(Tonawanda)と呼ばれており、目印として使われていた。その後1830年代に最初の定住者が訪れ、山の形が当時一般的に利用されていた未精製の黒糖の塊のようだったことからシュガーローフと名付けられた。
2000年代中盤頃までは多くの落書きで岩山全体が覆われていたが、2007年に発足されたシュガーローフ・ヘリテッジ委員会(Sugar Loaf Heritage Council)によりほぼすべてが剥がされた。

## 余談
麓のヒーバースプリングスの町は、法人化されて間もない頃の一時期はこの山にちなんでシュガーローフ、又はシュガーローフスプリングスと呼ばれていたことがあったが、のちにヒーバースプリングスと呼ぶのが一般的になった。